# Blue Stars/FIFA Youth Cup
Blue Stars/FIFA Youth Cup là một cuộc thi bóng đá quốc tế cho đội dưới 20 và dưới 19. Một cuộc cạnh tranh ngày càng phổ biến, có tính năng tốt nhất với những tài năng mới nổi trong thế giới bóng đá của các câu lạc bộ bóng đá hàng đầu. Cơ quan FIFA đã tổ chức cuộc thi năm 1991.

## Lịch sử
Được thành lập bởi FC Blue Stars, Blue Stars/FIFA Youth Cup là một giải đấu bóng đá câu lạc bộ thanh niên quốc tế. Câu lạc bộ Zurich là một trong những đội đầu tiên có một đội trẻ riêng biệt. Phần thanh niên này mở rộng để bao gồm một giải đấu liên quan đến các đội thanh niên tốt nhất trên thế giới. Nhận thức được tầm quan trọng của bóng đá thanh niên, FIFA đã qua các giải đấu trong năm 1991. Sự cạnh tranh hiện nay thu hút các đội từ khắp nơi trên thế giới, bao gồm Brazil, Úc, Nam Phi, Mexico và Tây Ban Nha.

## Đội chiến thắng[2]
| Năm  | Đội vô địch          |
| ---- | -------------------- |
| 1939 | PVF                  |
| 1940 | FC Winterthur        |
| 1941 | FC Young Fellows     |
| 1942 | FC Young Fellows     |
| 1943 | FC Aarau             |
| 1944 | FC Servette Genf     |
| 1945 | FC Oerlikon          |
| 1946 | FC Zurich            |
| 1947 | Austria Vienna       |
| 1948 | Austria Vienna       |
| 1949 | FC Zurich            |
| 1950 | Wiener Sportclub     |
| 1951 | AS Strasbourg        |
| 1952 | Birmingham City      |
| 1953 | FC Young Fellows     |
| 1954 | Manchester United FC |
| 1955 | Genoa                |
| 1956 | Grasshoppers Zurich  |
| 1957 | Manchester United FC |
| 1958 | AC Milan             |
| 1959 | Manchester United FC |
| 1960 | Manchester United FC |
| 1961 | Manchester United FC |
| 1962 | Manchester United FC |
| 1963 | Arsenal FC           |
| 1964 | Arsenal FC           |
| 1965 | Manchester United FC |
| 1966 | Manchester United FC |
| 1967 | 1860 Munich          |
| 1968 | Manchester United FC |
| 1969 | Manchester United FC |
| 1970 | Young Boys           |
| 1971 | Grasshoppers Zurich  |
| 1972 | Lausanne Sports      |
| 1973 | Borussia Dortmund    |
| 1974 | Atalanta B.C.        |
| 1975 | Manchester United FC |
| 1976 | Manchester United FC |
| 1977 | AC Milan             |
| 1978 | Manchester United FC |
| 1979 | Manchester United FC |
| 1980 | AS Roma              |
| 1981 | Manchester United FC |
| 1982 | Manchester United FC |
| 1983 | FC Internazionale    |
| 1984 | Chelsea FC           |
| 1985 | Cremonese            |
| 1986 | Celtic FC            |
| 1987 | Grasshoppers Zurich  |
| 1988 | FK Sarajevo          |
| 1989 | Nottingham Forest    |
| 1990 | Real Madrid CF       |
| 1991 | Spartak Moscow       |
| 1992 | Spartak Moscow       |
| 1993 | FC Barcelona         |
| 1994 | FC Barcelona         |
| 1995 | FC Barcelona         |
| 1996 | SL Benfica           |
| 1997 | FC Basel             |
| 1998 | Grasshoppers Zurich  |
| 1999 | São Paulo FC         |
| 2000 | São Paulo FC         |
| 2001 | Grêmio               |
| 2002 | Boca Juniors         |
| 2003 | AS Roma              |
| 2004 | Manchester United FC |
| 2005 | Manchester United FC |
| 2006 | Grasshoppers Zurich  |
| 2007 | Partizan Belgrade    |
| 2008 | FC Zurich            |
| 2009 | FC Basel             |
| 2010 | Boca Juniors         |
| 2011 | FC Porto             |
| 2012 | FC Zurich            |
| 2013 | FC Zurich            |
| 2014 | Atlético Paranaense  |

### Xếp hạng các câu lạc bộ vô địch
| Câu lạc bộ           | Số lần vô địch | Năm vô địch                                                                                                |
| -------------------- | -------------- | --- |
| Manchester United FC | 18             | 1954, 1957, 1959, 1960, 1961, 1962, 1965, 1966, 1968, 1969, 1975, 1976, 1978, 1979, 1981, 1982, 2004, 2005 |
| Grasshopers Zurich   | 6              | 1939, 1956, 1971, 1987, 1998, 2006                                                                         |
| FC Zurich            | 5              | 1946, 1949, 2008, 2012, 2013                                                                               |
| FC Young Fellows     | 3              | 1941, 1942, 1953                                                                                           |
| FC Barcelona         | 3              | 1993, 1994, 1995                                                                                           |
| Austria Vienna       | 2              | 1947, 1948                                                                                                 |
| Arsenal FC           | 2              | 1963, 1964                                                                                                 |
| AC Milan             | 2              | 1968, 1977                                                                                                 |
| Spartak Moscow       | 2              | 1991, 1992                                                                                                 |
| São Paulo FC         | 2              | 1999, 2000                                                                                                 |
| AS Roma              | 2              | 1980, 2003                                                                                                 |
| FC Basel             | 2              | 1997, 2009                                                                                                 |
| Boca Juniors         | 2              | 2002, 2010                                                                                                 |
| FC Winterthur        | 1              | 1940 |
| FC Arau              | 1              | 1943 |
| FC Servette Genf     | 1              | 1944 |
| FC Oerlikon          | 1              | 1945 |
| Wiener Sportclub     | 1              | 1950 |
| AS Strasbourg        | 1              | 1951 |
| Birmingham City      | 1              | 1952 |
| Genoa                | 1              | 1955 |
| 1860 Munich          | 1              | 1967 |
| Young Boys           | 1              | 1970 |
| Lausanne Sports      | 1              | 1972 |
| Borussia Dortmund    | 1              | 1973 |
| Atalanta B.C.        | 1              | 1974 |
| FC Internazionale    | 1              | 1983 |
| Chelsea FC           | 1              | 1984 |
| Cremonese            | 1              | 1985 |
| Celtic FC            | 1              | 1986 |
| FK Sarajevo          | 1              | 1988 |
| Nottingham Forest    | 1              | 1989 |
| Real Madrid CF       | 1              | 1990 |
| SL Benfica           | 1              | 1996 |
| Grêmio               | 1              | 2001 |
| Partizan             | 1              | 2007 |
| FC Porto             | 1              | 2011 |
| Atlético Paranaense  | 1              | 2014 |